# Tmesisternus meridionalis
Tmesisternus meridionalis là một loài bọ cánh cứng trong họ Cerambycidae.